# 陳勝英
陳勝英（1942年—2008年），台灣南投縣竹山鎮人，醫學博士暨精神科醫師、作家、心靈研究工作者，為台灣及國際上以前世催眠進行心理治療及心靈研究的先驅之一。
在完成台灣大學醫學院神經精神科總住院醫師的學程後，於一九七二年赴美國田納西大學醫學院深造。歷任田納西棉花市榮民總院主治醫師、密西根聖約瑟醫院及梅西醫院精神科主任、加州諾瓦克大都會醫院急診部主任，以及南加州大學臨床副教授等，並於南加州自設頭痛及腦科診所十餘年，最後在台灣開設催眠及心理治療工作室長達十多年。
根據其累積的上萬份病例及後續追蹤紀錄，陳勝英將過去的催眠治療經驗整理後出版成多本著作，包括《生命不死：精神科醫師的前世治療報告》及《跨越前世今生：陳勝英醫師的催眠治療報告》等書。

## 經歷
- 台大醫學院醫學科畢業
- 台大醫學院神經精神科總住院醫師
- 田納西大學醫學院後博士醫師專修班畢業
- 田納西棉花市榮民總院主治醫師
- 密西根聖約瑟醫院及梅西醫院精神科主任
- 加州諾瓦克大都會醫院急診部主任
- 南加州大學臨床副教授
- 美國神經精神科專科醫師
- 中華民國精神科專科醫師

## 著作
- 陳勝英醫師．《生命不死：精神科醫師的前世治療報告》．張老師文化．ISBN 9789576936371
- 陳勝英醫師．《跨越前世今生：陳勝英醫師的催眠治療報告》．張老師文化．ISBN 9576936381
- 陳勝英醫師．《與靈對話：前世今生、夢境與潛意識的奧秘》．商周出版．ISBN 9861247912

## 寫序
- 布萊恩‧魏斯．《生命輪迴－超越時空的前世療法》．張老師文化．ISBN 9576936322
- 布萊恩‧魏斯．《前世今生之回到當下》．張老師文化．ISBN 9576934788
- 珍妮絲‧艾瑪涂奇歐．《從天堂捎來的31個真愛訊息－在科學與靈異的交界，領悟生與死的真實故事》．久周出版．ISBN 9868241839

## 外部連結
- 陳勝英醫師：前世今生、夢境與潛意識的奧秘[永久]

## 相關研究人士
- Brian L. Weiss, MD (美國)